# ASG Vorwärts Hagenow
Die ASG Vorwärts Hagenow war eine deutsche Armeesportgemeinschaft aus dem mecklenburgischen Hagenow, deren Fußballabteilung bis 1990 existierte. Vorwärts Hagenow wurde finanziell von der Armeesportvereinigung Vorwärts unterstützt, die ASG unterstand in Hagenow den Grenztruppen der DDR.

## Sektion Fußball
Vorwärts Hagenow trat erstmals 1980 im höherklassigen Fußball des Bezirkes Schwerin in Erscheinung. Seit der Auftaktsaison zur Bezirksliga Schwerin entwickelte sich die ASG zu einer der erfolgreichsten Mannschaften bis 1989.
Bereits 1981 erreichte Hagenow hinter Hydraulik Parchim und Einheit Güstrow den dritten Rang. In der Folgesaison gelang die Meisterschaft des Bezirkes Schwerin. Die Armeesportvereinigung Vorwärts zog die Mannschaft allerdings vom Aufstieg in die DDR-Liga zurück, so dass die zweitplatzierte CM Veritas Wittenberge aufstieg. 1985 fuhr Hagenow erneut die Meisterschaft ein. Da die übergeordnete Armeesportvereinigung Vorwärts aus finanziellen Gründen ab der Saison 1983/84 mit Vorwärts Stralsund und Vorwärts Dessau nur noch zwei Vereine in der DDR-Liga zuließ, wurde die Mannschaft abermals zurückgezogen. Hagenow war in dieser Hinsicht kein Einzelfall. Vorwärts Fünfeichen, Vorwärts Havelberg und Vorwärts Delitzsch ereilte das gleiche Schicksal, Vorwärts Neubrandenburg wurde ganz aufgelöst.
Erfolgreich war Vorwärts Hagenow im Schweriner Pokal, den die Mannschaft insgesamt viermal gewinnen konnte. Von 1983 bis 1985 und letztmals 1989 durch einen 2:1 Endspielerfolg über Fortschritt Neustadt-Glewe. In den damit verbundenen Qualifikationen zur 1. Hauptrunde des FDGB-Pokals erreichte die ASG gegen Schiffahrt/Hafen Rostock nur einmal die zweite Runde. Gegen Hansa Rostock, Rotation Berlin sowie der zweiten Mannschaft vom 1. FC Magdeburg kam bereits in der ersten Runde das vorzeitige Aus.
1986 scheiterte Vorwärts Hagenow hinter der ISG Schwerin Süd nur knapp am dritten Titelgewinn. Nur noch 1989 gelang der Armeemannschaft der Sprung in vordere Tabellenregionen, Rang drei hinter Meister Hydraulik Parchim und CM Veritas Wittenberge. Analog zu vielen anderen Armeemannschaften wurde Vorwärts Hagenow im Jahr 1990 vom Spielbetrieb zurückgezogen und aufgelöst.

## Statistik
- Teilnahme FDGB-Pokal: 1983/84, 1984/85, 1985/86, 1989/90

## Personen
- John Bemme